# D820 (Haute-Garonne)
De D820 is een departementale weg in het Zuid-Franse departement Haute-Garonne. De weg bestaat uit twee delen. Het eerste deel loopt van de grens met Tarn-et-Garonne via Saint-Jory naar Toulouse. Het tweede deel loopt Roques via Auterive naar de grens met Ariège. Beide delen worden met elkaar verbonden door de D120. In Tarn-et-Garonne loopt de weg als D820 verder naar Montauban en Parijs. In Ariège loopt de weg verder als D820 naar Pamiers en Foix.

## Geschiedenis
Oorspronkelijk was de D820 onderdeel van de N20. Het deel tussen Tarn-et-Garonne en Toulouse was daarnaast ook onderdeel van de N113. In 2006 werd de weg overgedragen aan het departement Haute-Garonne, omdat de weg geen belang meer had voor het doorgaande verkeer vanwege de parallelle autosnelwegen A61, A62 en A66. De weg is toen omgenummerd tot D820.